# Luis Alberto Marco
Luis Alberto Marco (Siviglia, 20 agosto 1986) è un mezzofondista spagnolo.

## Palmarès
| Anno | Manifestazione    | Sede       | Evento       | Risultato  | Prestazione | Note |
| ---- | ----------------- | ---------- | ------------ | ---------- | ----------- | ---- |
| 2003 | Mondiali allievi  | Sherbrooke | 1500 m piani | 11º        | 3'57"60     |      |
| 2004 | Mondiali juniores | Grosseto   | 800 m piani  | Batteria   | 1'52"85     |      |
| 2005 | Europei juniores  | Kaunas     | 1500 m piani | 4º         | 3'47"22     |      |
| 2007 | Europei indoor    | Birmingham | 800 m piani  | 4º         | 1'48"71     |      |
| 2007 | Europei under 23  | Debrecen   | 800 m piani  | Batteria   | 1'50"91     |      |
| 2009 | Europei indoor    | Torino     | 800 m piani  | Argento    | 1'49"15     |      |
| 2009 | Mondiali          | Berlino    | 800 m piani  | Batteria   | 1'48"47     |      |
| 2010 | Mondiali indoor   | Doha       | 800 m piani  | 6º         | 1'48"99     |      |
| 2010 | Europei           | Barcellona | 800 m piani  | 7º         | 1'48"42     |      |
| 2011 | Europei indoor    | Parigi     | 800 m piani  | 5º         | 2'00"58     |      |
| 2011 | Mondiali          | Taegu      | 800 m piani  | Semifinale | 1'47"45     |      |
| 2012 | Mondiali indoor   | Istanbul   | 800 m piani  | Semifinale | 1'48"12     |      |
| 2012 | Europei           | Helsinki   | 800 m piani  | Semifinale | 1'49"06     |      |
| 2012 | Giochi olimpici   | Londra     | 800 m piani  | Semifinale | 1'46"19     |      |
| 2013 | Europei indoor    | Göteborg   | 800 m piani  | 6º         | 1'51"69     |      |
| 2013 | Mondiali          | Mosca      | 800 m piani  | Semifinale | 1'46"75     |      |
| 2014 | World Relays      | Nassau     | 4×800 m      | 5º         | 7'19"90     |      |
| 2014 | Europei           | Zurigo     | 800 m piani  | Batteria   | 1'50"07     |      |
| 2015 | Europei indoor    | Praga      | 800 m piani  | Batteria   | 1'50"01     |      |